# Anna van Aerssen van Sommelsdijk
Anna van Aerssen van Sommelsdijk (Den Haag, 1 december 1640 – Wieuwerd, ca. 1711) was een Nederlandse edelvrouw en lid van de labadistengemeente.
Ze was een dochter van Cornelis van Aerssen van Sommelsdijk, een invloedrijke regent en militair, en Lucia van Walta. Anna groeide op in Den Haag in een welgesteld, streng gereformeerd milieu. Haar familie bewoonde een statig huis aan het Lange Voorhout, gebouwd door haar grootvader François van Aerssen. Anna bleef ongehuwd.
In 1669 sloot Anna zich samen met haar zusters Maria en Lucia aan bij de labadisten, een religieuze gemeenschap rond de voormalige predikant Jean de Labadie (1610-1674). Zij deden bij toetreding afstand van hun persoonlijke bezittingen ten gunste van de gemeenschap. Omdat hun levenswijze door tijdgenoten als zonderling werd beschouwd, werden zij op meerdere plaatsen waar zij zich vestigden, met argwaan bekeken. De zusters reisden met de gemeenschap onder andere mee naar Herford in Westfalen en later naar Altona bij Hamburg.
Na de dood van Jean de Labadie konden de zusters, dankzij het bezit van het familielandgoed Walta-state (ook wel Thetinga-state genoemd) in Wieuwerd, de gemeenschap onderbrengen. Door vererving waren de drie zusters eigenaar van Walta-state geworden. Door hun maatschappelijke positie en verwantschap met Friese adellijke families genoten zij  aanzien en invloed, ook binnen de labadistengemeente. Zo speelden zij onder meer een rol in de benoeming van Johannes Hesener tot predikant van de gemeente Britswerd-Wieuwerd in 1677.
Hoewel een deel van de labadisten in de jaren 1680 naar Suriname vertrok om daar een nederzetting te stichten, is het onbekend of Anna  daarbij was. In 1700 stonden de bezittingen in Wieuwerd nog op naam van de drie zusters, maar in 1708 was Anna de enige eigenaar. Na haar dood ging haar bezit over op haar zuster Françoise van Sommelsdijk (1642-1720). 
- Biografisch Portaal: 76448319